# 新津運輸区

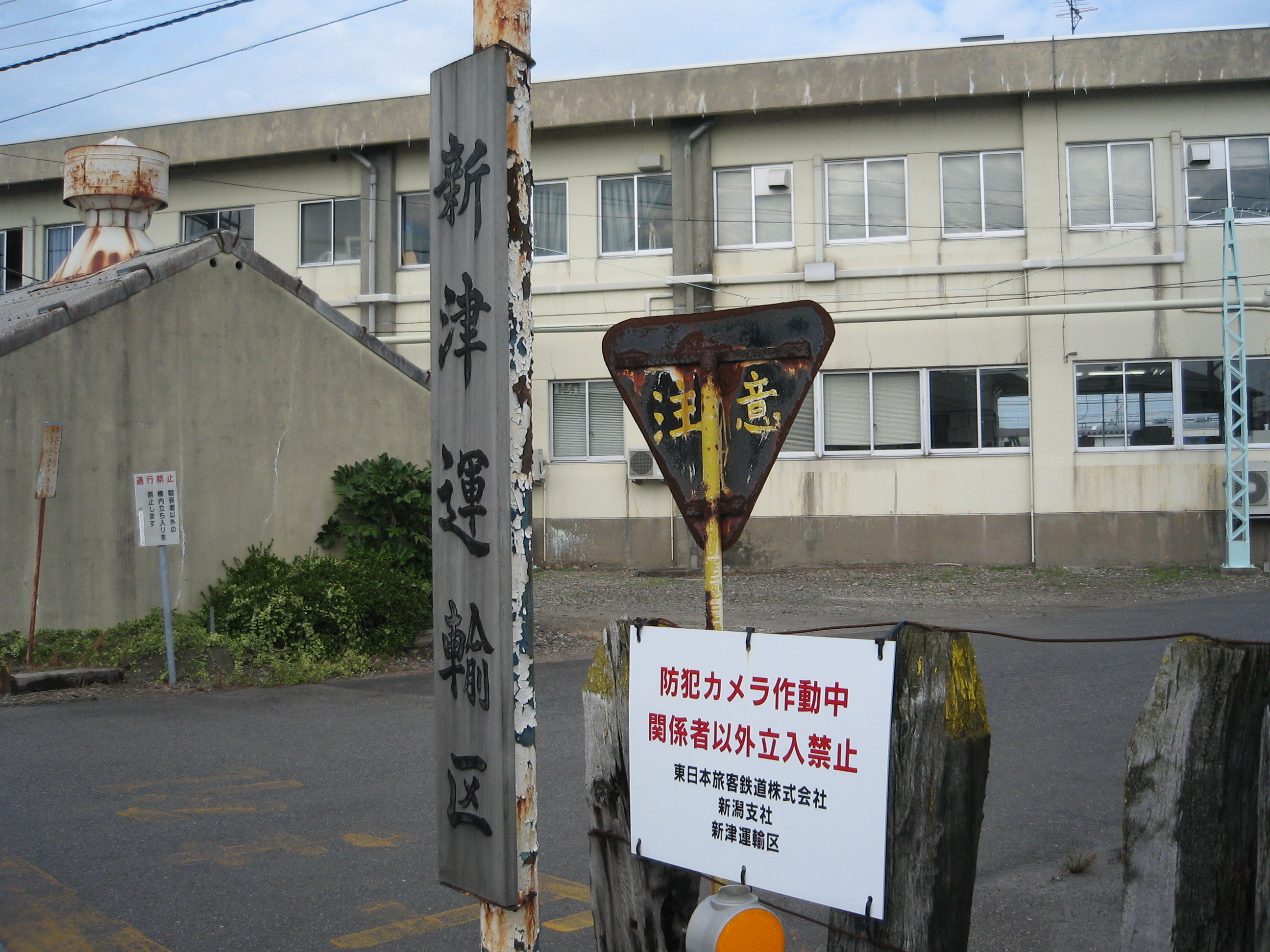
新津運輸区（2009年9月）

新津運輸区（にいつうんゆく）は、かつてあった東日本旅客鉄道（JR東日本）新潟支社
の運転士・車掌が所属している組織である。2024年9月30日限りで廃止し、現在は新潟統括センター新津乗務室。
ここでは、併設されている車両基地の新潟車両センター新津派出所（にいがたしゃりょうセンターにいつはしゅつしょ）についても記載する。

## 概要

各車両の運用線区

2014年7月改正時点での各車両の運用線区

車掌・運転士ともに、主に新津発着列車に乗務している。
蒸気機関車の機関士・機関助士は、新潟支社管内蒸気機関車牽引列車（SL列車）運転の際には乗務範囲外でも乗務する（ただし、あらかじめ訓練運転を行うほか、当該区間を担当している運輸区の運転士が添乗し路線指導を行う）。
なお、以前は、運転士が所属していた「新津運輸区坂町派出所」（旧・坂町機関区）があったが、1999年12月改正で廃止された。ただし新潟・新津 - 村上間で蒸気機関車が牽引する臨時列車が運行される関係などから、転車台のみ存続している。

## 沿革
- 1913年（大正2年）10月7日 - 新津機関庫設置[2]。
- 1951年（昭和26年）4月1日 - 新津客貨車区設置[3]。
- 1981年（昭和56年）12月25日 - 新津車掌区廃止[4]。
- 1986年（昭和61年）3月3日 - 新津機関区と新津客貨車区が統合し、新津運転区となる[5]。
- 1987年（昭和62年）4月1日 - 東日本旅客鉄道に継承。
- 1991年（平成3年）11月1日 - 新潟運転所より気動車検修部門が移転し新津運転所となる[1][6]。
- 1997年（平成9年）9月5日 - 新潟車掌区より車掌行路移管を受け新津運輸区となる[7]。
- 2023年（令和5年）3月18日 - 検修部門が新潟車両センターに集約され、新潟車両センター新津派出所となる。
- 2024年（令和6年）10月1日 - 新潟営業統括センター、新潟運輸区と統合し、新潟統括センター発足。当区は廃止。

## 新潟車両センター新津派出所
2023年3月に新潟支社の運輸車両部門の組織再編が行われ、新津運輸区で実施されていた検修業務は新潟車両センターに集約された。新津運輸区の検修部門を引き継ぐ形で当派出所が発足した。

### 配置車両に記される略号

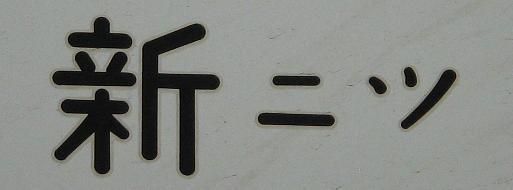
新潟車両センター新津派出所 所属略号

- 旅客車 - 「新ニツ」…新潟支社を意味する「新」と、新津を意味する「ニツ」から構成される[1]。
- 機関車 - 「新津」…新津を意味する「新津」から構成される[8]。

なお、「SLばんえつ物語」関連列車に充当される機関車の区名札は、所属機であるC57 180だけでなく、借入車の場合も「新」を使用する。

### 配置車両
C57形蒸気機関車のほか、新潟支社管内の気動車を一手に引き受けており、電車や客車などの所属する新潟車両センター本所と役割を分け合っている。
2022年4月1日時点の配置車両は次のとおり。
| 電車 | 気動車 | 機関車 | 客車 | 貨車 | 合計 |
| ---- | ------ | ------ | ---- | ---- | ---- |
| 0両  | 64両   | 1両    | 0両  | 0両  | 65両 |

#### 気動車

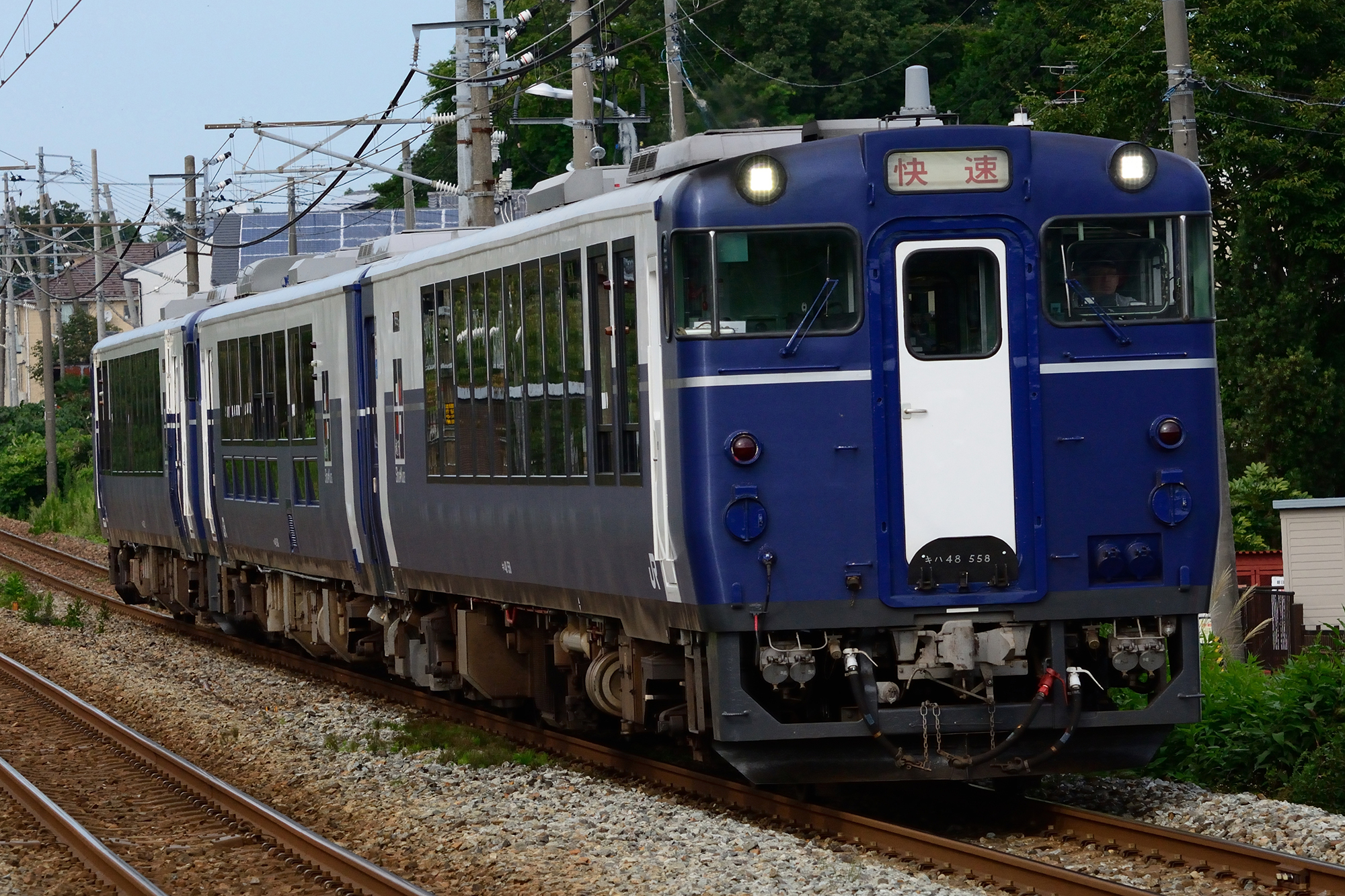
キハ40系「越乃Shu*Kura」

キハ40系気動車（3両：越乃Shu*Kura編成）
- キハ48 558＋キハ48 1542＋キハ40 552で構成される3両編成が配置される。

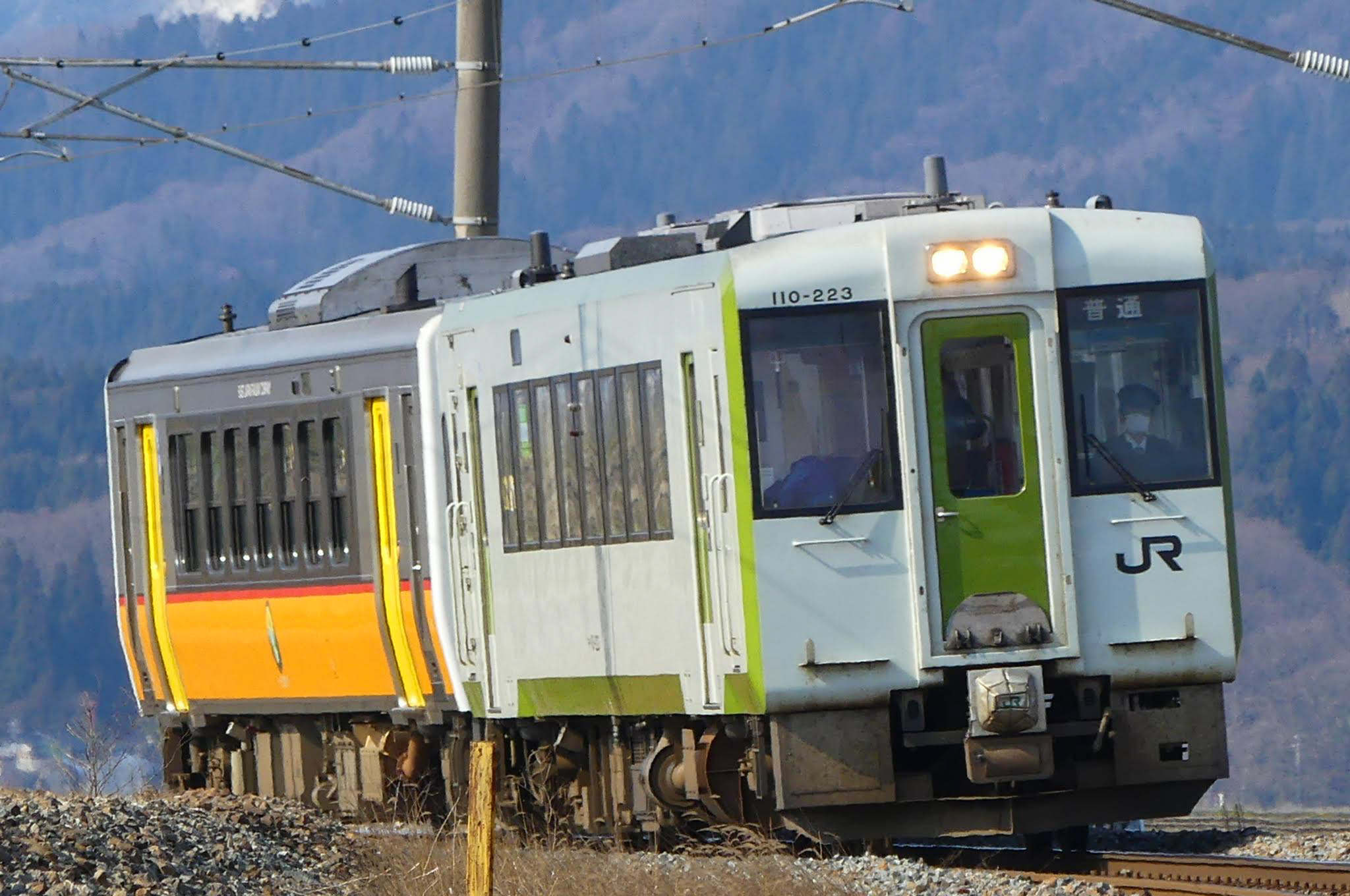
キハ110系

キハ110系気動車 - ワンマン運転に対応。車内は2+1のセミクロスシートである。
- キハ110形（15両）
  - 200番台15両（201-206・211-217・223・224）が配置されている。うち3両（214・223・224）は只見線専用車両である[注 2]。
  - 2022年4月時点では、羽越本線（新津 - 坂町間）、白新線（快速「べにばな」と間合いの新崎 - 新潟間上り）、米坂線（全線）、信越本線（新潟 - 新津間）、磐越西線（新津 - 会津若松間）、只見線（小出 - 只見間）で運用されている。
  - 100番台1両（135）は、2022年3月12日付で郡山総合車両センターへ転出した[9]。
- キハ111形＋キハ112形（6両）
  - 200番台2両編成3本（201-203）が配置されている。運用はキハ110形と共通である。

GV-E400系気動車（40両）

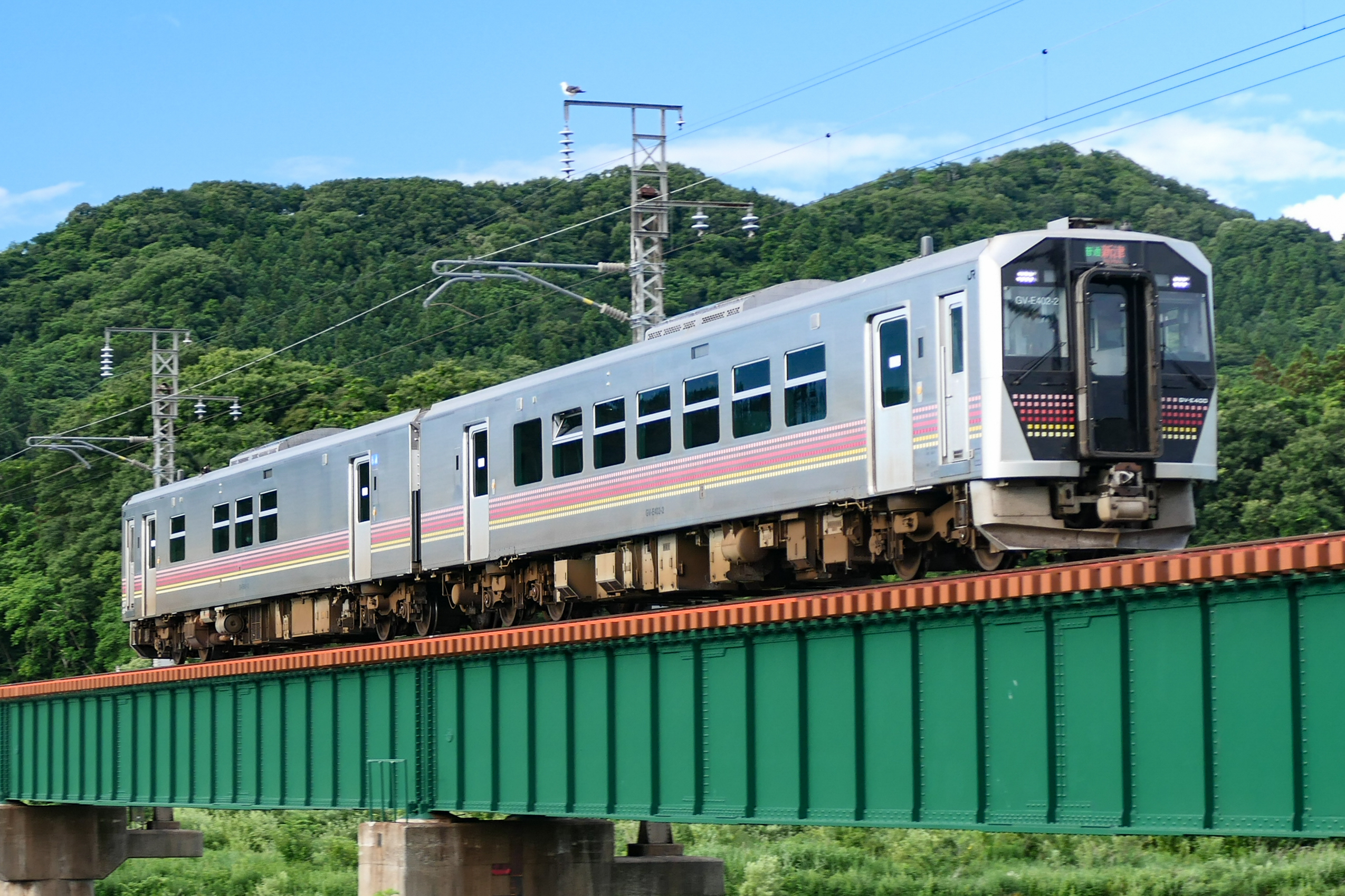
GV-E400系

- 両運転台のGV-E400形8両、片運転台のGV-E401形とGV-E402形が各16両の計40両が配置されている。2018年1月16日付で各型式1両の計3両が新製配置された[13]。2019年5月から2020年3月までに37両が新製配置され、2020年3月ダイヤ改正で只見線を除くキハ40系列の運用を置き換えた。
- 2020年3月時点では、羽越本線（新津 - 酒田間）、米坂線（全線）、信越本線（新潟- 新津間）、磐越西線（新津 - 会津若松間）で運用されている。

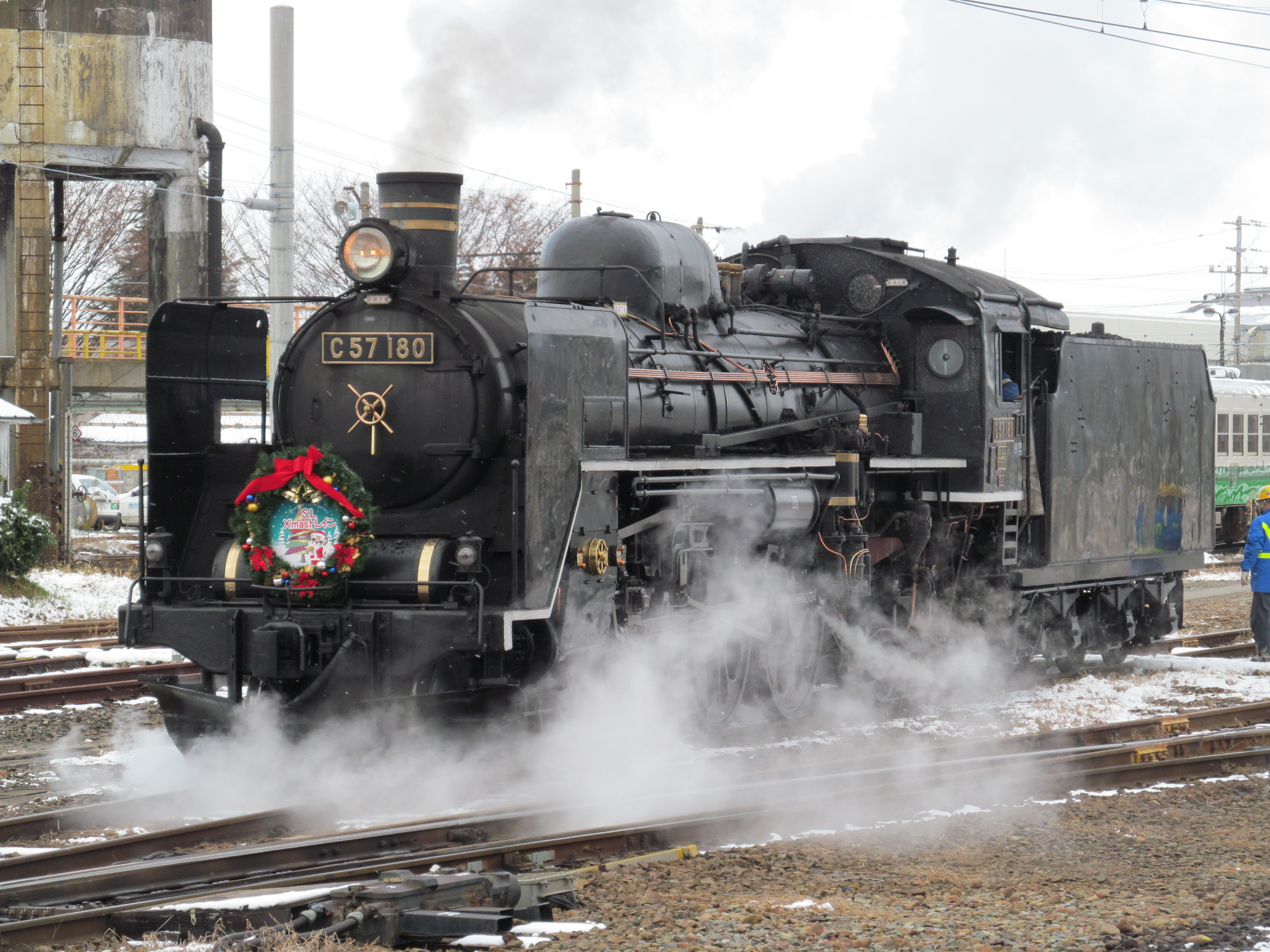
C57 180

#### 機関車
C57形蒸気機関車（1両）
- 静態保存から運行可能な状態に復帰した180号機が配置されている。「SLばんえつ物語」の牽引機である。保存機関車となる前の現役時代晩年（1963年から1969年まで）、旧・新津機関区に配置されていた[注 3]。

#### 過去の配置車両
キハ40系気動車（一般用）

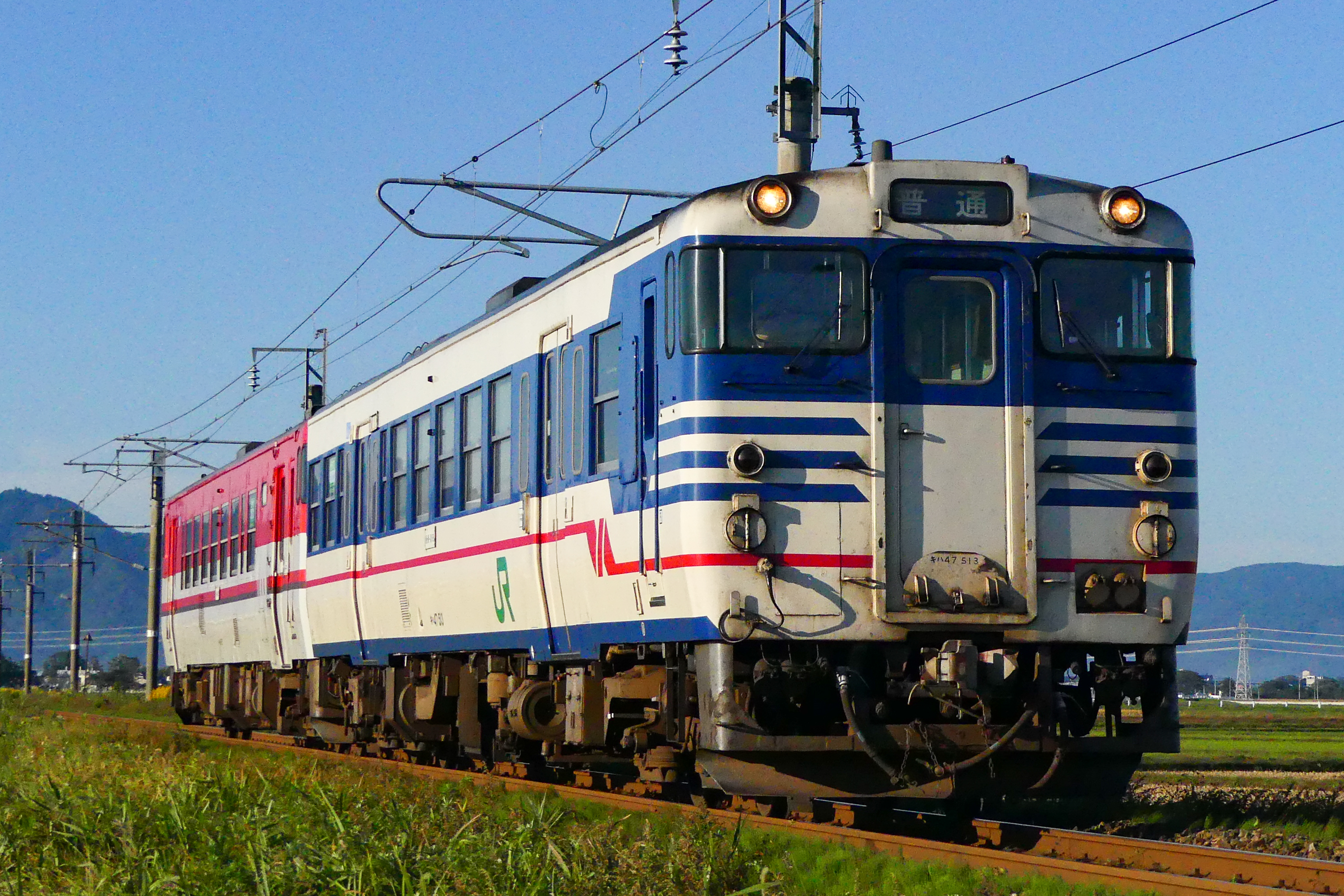
キハ40系（2016年10月）

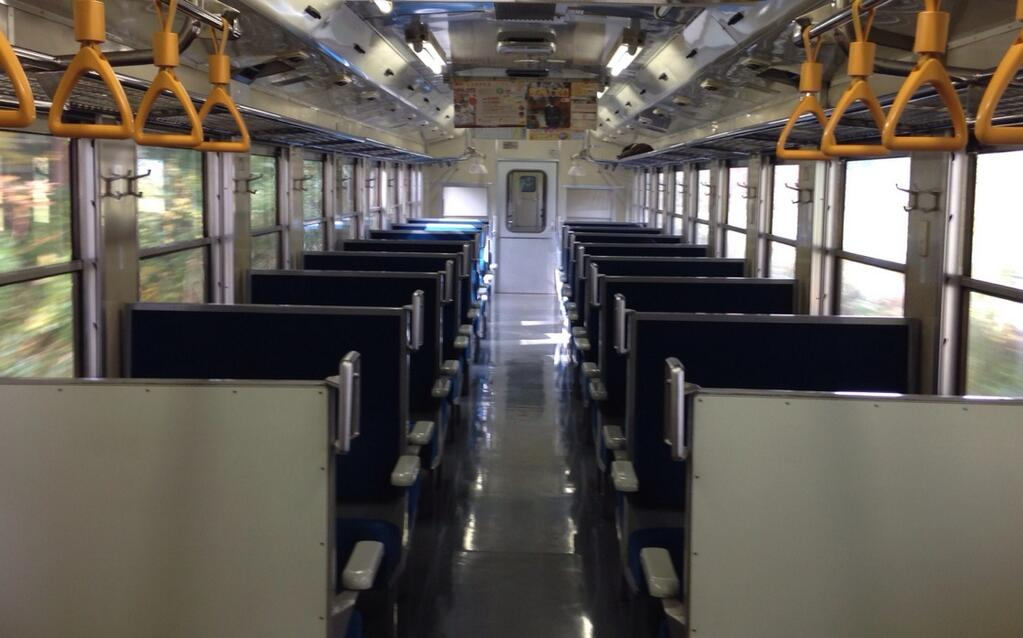
キハ48 523の車内（2013年11月）

- 羽越本線（新津 - 酒田間）、信越本線（新潟 - 新津間）、磐越西線（新津 - 会津若松間）で2020年3月まで運用されたほか、2012年頃から2020年7月までは只見線（小出 - 只見間）での運用も担当していた[14]。2009年までは米坂線での運用もあった。ワンマン運転には非対応（他区からの転属車で設備を有するものもあったが使用されなかった）。塗色は国鉄末期からJR発足直後にかけて登場した青系の新潟色と2001年に登場した赤系の新新潟色が混在した状態で長らく運用され、一部車両は首都圏色や国鉄急行色ふう塗装に塗り替えられた[15][16]。40・47・48形はトイレ設備のある車両が1両以上連結されることを条件として混結して使用され、2011年時点では信越本線内で最長6両編成での運用があった[16]。

- キハ40形
  - 2012年10月1日時点では、一般用として500番台10両（502・526・534・560・582-587）が配置されていた[15]。全車リニューアル・エンジン換装（カミンズDMF14HZ）・冷房化（AU26J）済みであった[16][15]。6両（582-587）はリニューアル・エンジン換装の際にロングシートに改造された[16][15]。1両（583）は首都圏色[15]。
  - 2020年4月1日時点では、一般用として500番台3両（560・585・587）、2000番台2両（2020・2023）が配置されていた[17]。2000番台2両は小牛田からの転入車であった。560が2020年4月2日付、他の4両は2020年7月21日付で廃車された[18]。また2019年度に500番台1両が廃車されている。

- キハ47形
  - 2012年10月1日時点では、一般用として0番台1両（189）、500番台12両（511-522）、1000番台2両（1129・1130）、1500番台11両（1511-1521）が配置されていた[15]。500・1500番台のみリニューアル・エンジン換装（カミンズDMF14HZ）・冷房化（AU26J）済みであった[16][15]。2両（514・515）は首都圏色[15]。
  - 2020年4月1日時点では、500番台2両（512・513）、1500番台2両（1514・1519）が配置されていた[17]。1519が2020年4月2日付、他の3両は2020年4月8日付で廃車された[18]。また2019年度に500番台10両、1500番台9両が廃車されている。

- キハ48形
  - 2012年10月1日時点では、一般用として500番台1両（523）が配置されていた[15]。リニューアル・エンジン換装（カミンズDMF14HZ）・冷房化（AU26J）済みであった[16][15]。
  - 2020年4月1日時点では、一般用として500番台3両（523・545・554）、1500番台2両（1533・1545）が配置されていた[17]。523を除く全車が小牛田からの転入車であった。554・1545が2020年4月2日付、523が2020年4月8日付、545・1533は2020年7月21日付で廃車された[18]。また2019年度に500番台2両、1500番台2両が廃車されている。

キハE120形気動車

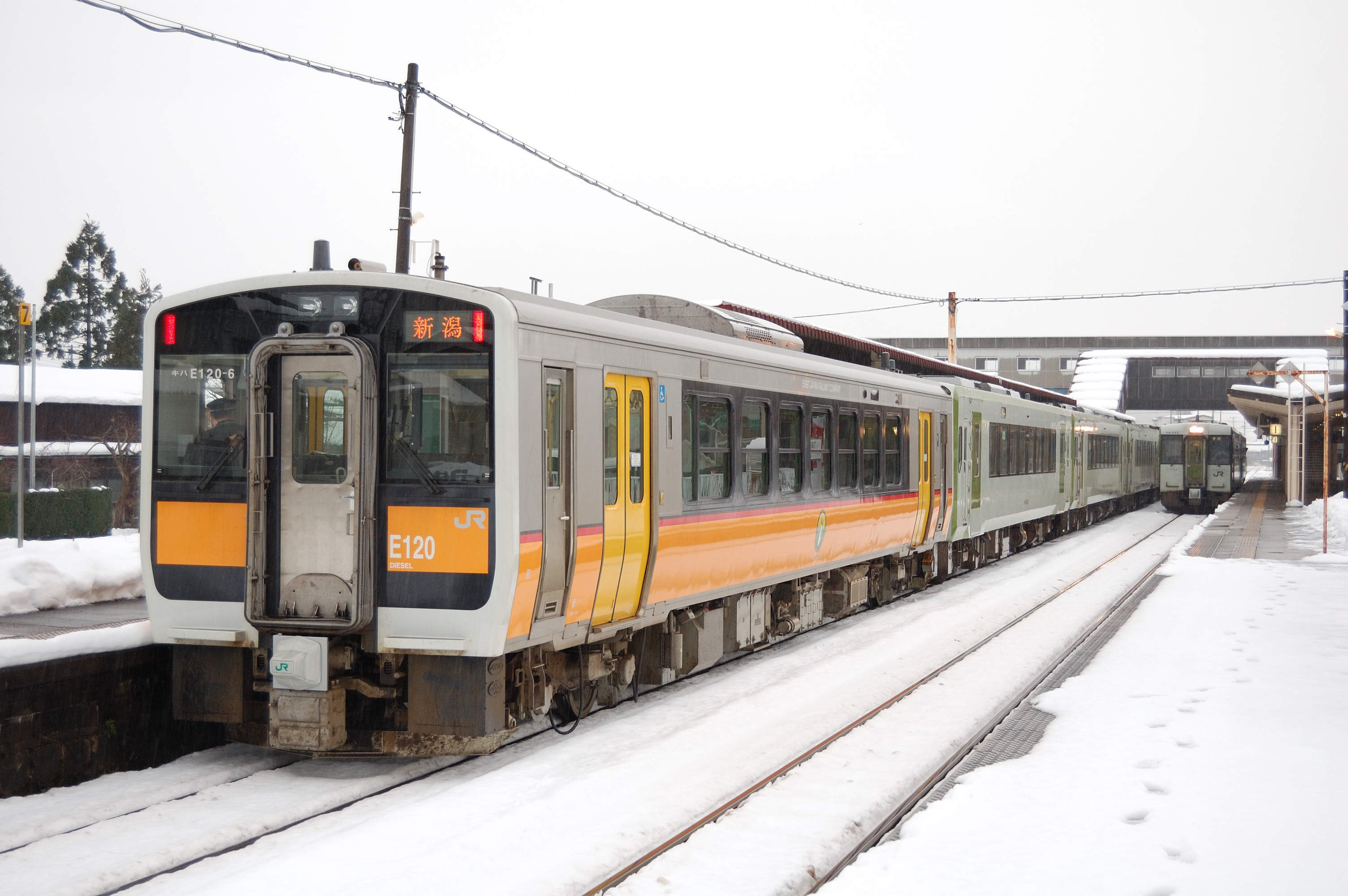
共通運用されていた頃のキハE120形とキハ110系（2009年、五泉駅）

- 2020年3月に8両全車が郡山総合車両センター会津若松派出所に只見線用として転属した。転属に先立って新津仕様のオレンジ色から只見線仕様の東北地域本社色に塗装変更が行われた。2008年にキハ58系、キハ52形の置き換えを目的に8両が新製配置されたもので、当初はキハ110系と共通で信越本線、羽越本線、磐越西線、白新線、米坂線の広範囲でキハ110系と共通で運用されていたが、2018年に新潟駅高架ホームにATS-Pが導入された際、当形式はATS-P搭載改造をされなかったため、先頭車としての新潟駅乗り入れが不可能となっていた。新潟駅乗り入れが不可能になってからは運用範囲が狭められ、羽越本線（新津 - 坂町間）と米坂線において本形式同士2両編成[注 4]での運用と磐越西線の会津若松 - 新潟間1往復及び信越本線の新潟 - 新津上り1本においては、キハ110系1両と2両を先頭車にして本形式2両[注 4]を中間車として連結された5両編成の運用があった。

キハ58形・キハ28形気動車

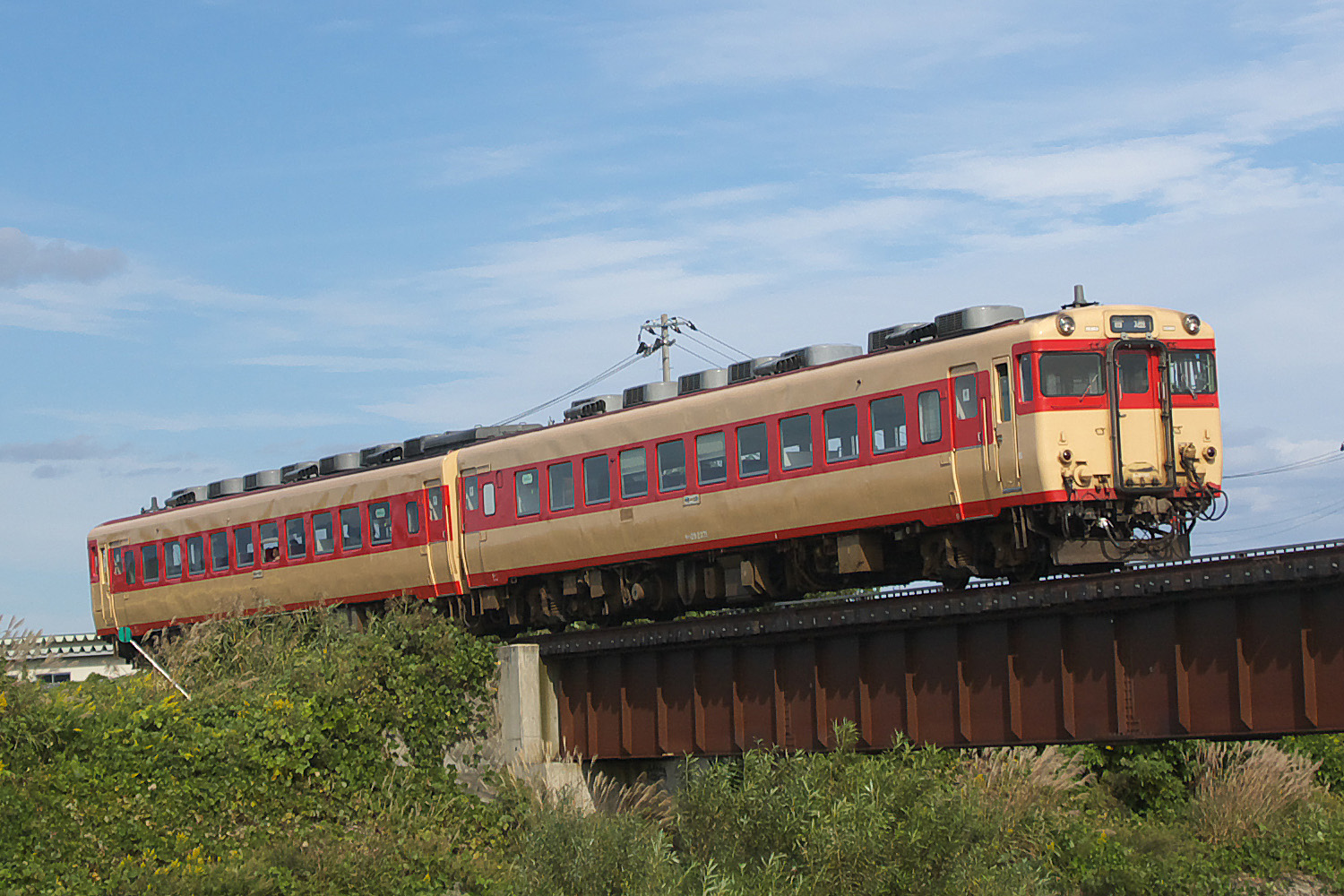
米坂線を走行するキハ58・28形（2008年10月）

- 2010年1月末までに最後まで配置されていた3両すべてが廃車となった。キハ28・58形2両は旧国鉄色（2003年9月塗り替え、それ以前は新潟色）で、キハ58形1両は新潟色であった。臨時列車や団体列車などに使用されたが、全車解体された。

キハ52形気動車

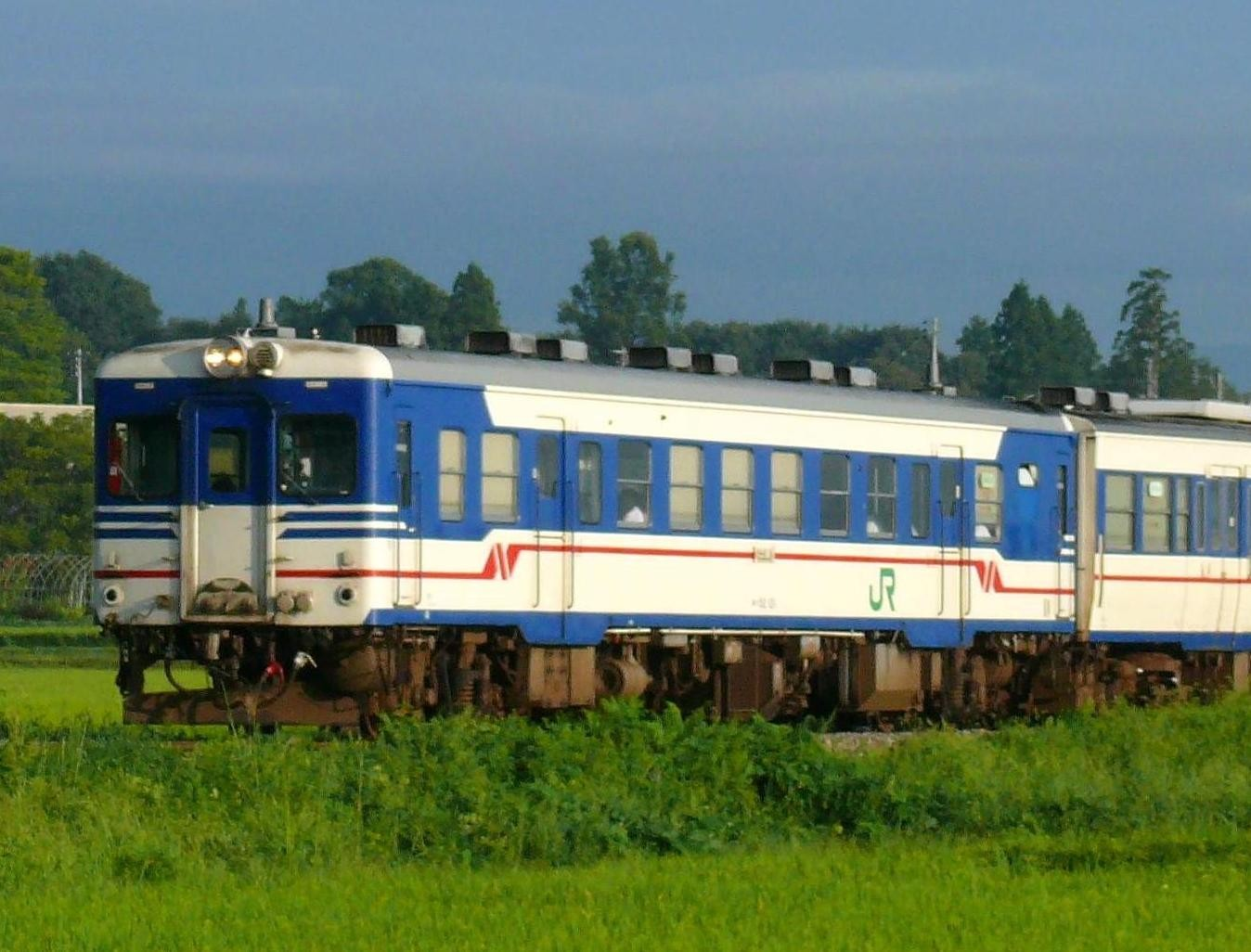
米坂線を走行するキハ52形（2008年9月）

- 2011年8月3日に当時配置されていた7両すべてが廃車となり配置がなくなった。3両は旧国鉄色（2006年12月より、それ以前は新潟色）、4両は新潟色であった。当区のキハ52形の廃車によりキハ52形は形式消滅し、JRのキハ20グループそのものが消滅となった。なお、同日中に甲種輸送にて当区を離れ、全車フィリピン国鉄に譲渡されて日本から去った。

C57形蒸気機関車
- 上記のJR東日本の動態保存機である180号機のほか、蒸気機関車の現役時代（1972年10月まで）には、現在「SLやまぐち号」を牽引している1号機（JR西日本の動態保存機）などが、当時の新津機関区に配置されていた。また、前述の1号機や、現在秋葉区の新潟市新津鉄道資料館にて静態保存されている19号機を含めた、旧・新津機関区に最後（1972年10月）まで配置されていた計5両の本形式のうちの1両である181号機の第2動輪1対が、新津運輸区の構内においてモニュメントとして保存されている。

D51形蒸気機関車
- 蒸気機関車の現役時代には、日本海縦貫線（羽越本線・白新線・信越本線の"海線"区間）や磐越西線（の新津 - 会津若松間）の主力機関車として、旧・新津機関区にも数多くのD51形が配置されていた。このうち、JR東日本の動態保存機である498号機も、現役時代の晩年（1966年から1972年まで）は新津機関区に配置されていた[注 3]。また、新発田市の東公園で静態保存されている512号機は、1940年に鉄道省大宮工場で新製された後、11月に新津機関区に新製配置され、以後、羽越本線の電化完成に伴う1972年10月のダイヤ改正で廃車となるまでの32年間、一貫して新津機関区の配置であった。なお、この512号機は、新津機関区に初めて配置されたD51形の1両でもある。

### その他
構内には転車台があり、現在も蒸気機関車や気動車の方向転換に使用されている。